# Benedetta Gargari
Benedetta Gargari (Roma, 27 gennaio 1995) è un'attrice italiana.

## Biografia
Inizia giovanissima a lavorare nel campo pubblicitario, partecipando a varie campagne promozionali. Ha una sorella minore, Ludovica, anche lei attrice, ma poi divenuta chef.
Nel corso della sua carriera d'attrice, iniziata alla fine degli anni novanta e proseguita in maniera discontinua fino agli anni duemilaventi, Benedetta Gargari ha lavorato in varie fiction televisive e in film per il cinema, tra cui La finestra di fronte di Ferzan Özpetek, in cui interpreta il ruolo di Martina: sempre con lo stesso regista lavora nel 2007 nel film Saturno contro.
In televisione debutta nel ruolo di Margherita nel telefilm Una donna per amico (1998). Nel 2000 partecipa allo sceneggiato Casa famiglia e nel 2003 a Casa famiglia 2, dove interpreta il ruolo di Leila. Sempre nel 2003 partecipa alla terza stagione di Un medico in famiglia, in cui interpreta il ruolo secondario di Flaminia.
Ha al suo attivo anche alcuni altri ruoli secondari, come in Incantesimo 7, Amiche e Amanti e segreti.
Nel 2005 partecipa al programma di Rai 1 Ballando con le stelle; nel 2006 ha un ruolo secondario nella serie Nati ieri, mentre nel 2007 recita per la prima volta insieme alla sorella Ludovica nella miniserie La terza verità diretta da Stefano Reali.
Nel 2009 è protagonista di Maledimiele, regia di Marco Pozzi, che tratta il tema dell'anoressia nervosa.
Dal 2018 al 2020 ha interpretato Eleonora Sava nella webserie Skam Italia, versione italiana della serie norvegese Skam. Nel 2019 va in onda su TIMvision la terza stagione della serie, che la vede come protagonista. Si è laureata in Giurisprudenza nel 2019.

## Filmografia

### Cinema
- La finestra di fronte, regia di Ferzan Özpetek (2003)
- Saturno contro, regia di Ferzan Özpetek (2007)
- Maledimiele, regia di Marco Pozzi (2010)
- La prima volta (di mia figlia), regia di Riccardo Rossi (2015)
- La belva, regia di Ludovico Di Martino (2020)

### Televisione
- Una donna per amico – serie TV (1998-2001)
- Casa famiglia – serie TV (2001-2003)
- Cinecittà – serie TV (2003)
- Distretto di Polizia – serie TV, episodio 4x03 (2003)
- Un medico in famiglia – serie TV (2003)
- Amiche, regia di Paolo Poeti – miniserie TV (2004)
- Incantesimo 7 – serial TV, 29 episodi (2004)
- Amanti e segreti – serie TV (2004-2005)
- Nati ieri – serie TV (2006)
- La terza verità, regia di Stefano Reali – miniserie TV (2007)
- Dov'è mia figlia?, regia di Monica Vullo – miniserie TV (2011)
- Don Matteo – serie TV, episodio 8x14 (2011)
- Paura di amare – serie TV, 6 episodi (2013)
- Non è stato mio figlio, regia di Luigi Parisi e Alessio Inturri – miniserie TV (2016)
- Rimbocchiamoci le maniche, regia di Stefano Reali – miniserie TV (2016)
- Amore pensaci tu – serie TV, 20 episodi (2017)
- Skam Italia – serie TV, 28 episodi (2018-2020)

## Programmi televisivi
- Ballando con le stelle (Rai 1, 2005) - concorrente

## Videoclip
- Rondini al guinzaglio – Ultimo (2019)

## Premi e riconoscimenti
- Premio come Miglior Attrice al Festival di Annecy (2011)